# Сампалчахль
Сампалчахль (Сампал-Чахль, Сампалчахл) — гора высотой в 948,4 метра на границе Свердловской области и Пермского края, входит в состав хребта Ошнёр.

## Географическое положение
Гора Сампалчахль расположена на границе муниципального образования «Ивдельский городской округ» Свердловской области и Красновишерского района Пермского края, в составе хребта Ошнёр, в 46 километрах к югу от горы Отортен. Высота 948,4 метра. На юго-западном склоне горы находится исток реки Большой Ниолс (приток реки Ниолс), на северо-западном склоне — исток левого притока реки Вишера, на восточном склоне — исток левого притока реки Малая Тошемка (приток реки Северная Тошемка).

## Описание
Зона леса до высоты 650 метров покрыта пихтово-еловыми лесами с кедром, выше — луговая и тундровая растительность, каменные россыпи, а на вершине — плоское каменное плато. Западная часть горы расположена на территории Вишерского заповедника.

## Топоним
Сампал-Сяхыл с мансийского языка означает одноглазая гора, полуглазая гора, кривой холм. Название отражает особенность формы горы: её небольшая вершина сдвинута по отношению ко всему её массиву.